# Marian Kuszewski
Marian Zygmunt Kuszewski (Kielce, 31 ottobre 1933 – Varsavia, 5 marzo 2012) è stato uno schermidore polacco, vincitore di due medaglie d'argento nella scherma ai giochi olimpici.